# Pachydactylus vansoni
Pachydactylus vansoni este o specie de șopârle din genul Pachydactylus, familia Gekkonidae, descrisă de Fitzsimons 1933. A fost clasificată de IUCN ca specie cu risc scăzut. Conform Catalogue of Life specia Pachydactylus vansoni nu are subspecii cunoscute.